# Sosnowa Góra (Pagórki Jastrowskie)
Sosnowa Góra – wzgórze w okolicy miasta Jastrowie, w powiecie złotowskim w województwie wielkopolskim, o wysokości 168 m n.p.m.. Oficjalną nazwę wzgórza nadało MSWiA w 2008 roku.